# Angelica Martinelli
Angelica Martinelli eller Angelica Alberghini, död efter 1601, var en italiensk skådespelare.
Hon kom från Venedig. Hon gifte sig vid okänt datum med aktören och teaterdirektören Drusiano Martinelli. Paret fick tre barn, Fulvio, Matteo och Vincenzo. 
Hon var en på sin tid berömd skådespelare, och det är betecknande att hennes make undertecknade sig själv som "make till Madonna Angelica", för att understryka de förtjänster hon gav hans teater. Hon turnerade med makens teatersällskap i Spanien, Frankrike och England. Vid makens teatersällskaps uppträdande i London år 1578 blev hon den första kvinnliga skådespelare som uppträdde på scen i London, där kvinnor vid denna tid annars var förbjudna på scenen och inga engelska skådespelerskor ännu existerade. 
Hon var den kanske första kvinnliga skådespelare som uppträdde i Spanien, då hon 1587 nämns vid sidan av en skådespelerska vid namn Angela som exempel på att kvinnliga skådespelare som uppträdde i Spanien och som inte alls behövde vara osedliga, under en debatt om huruvida skådespelerskor borde tillåtas eller förbjudas i Spanien. Hon, Angela Salomona och "La Franceschina" hade år 1587 fått dispens att uppträda i Madrid, och det framgår att de då skulle bli de första kvinnor som uppträdde offentligt, åtminstone i fullständiga skådespel.  Det står klart att de var samma aktriser som 1578 hade uppträtt i England och där varit de första kvinnor som uppträtt i England i hellånga skådespel.
Hon övergav så småningom sin make och rymde med sin älskare kapten Alessandro Catrani, med vilken hon fick en son; maken befann sig 1601 i Paris med sin älskarinna, Catherine, med vilken han fick en son. 
Hennes namn ingick i titeln på en komedi skriven av Fabrizio De Fornaris, alias Capitan Coccodrillo (L'Angelica, Paris 1585), och inkluderades i Bernardino Lombardis komedi Alkemisten (Ferrara 1583). 